# Enrique Labarthe
Enrique Ángel Labarthe Durand (Lima, 1 de octubre de 1891 - Lima, 11 de abril de 1960) fue un marino y político peruano que llegó al grado de contralmirante de la Marina de Guerra del Perú. Durante el gobierno de José Luis Bustamante y Rivero fue ministro de Marina, de enero de 1946 a enero de 1947.  

## Biografía
Nació en Lima, siendo hijo del educador y filósofo Pedro A. Labarthe y de María Luisa Durand. Ingresó a la Escuela Naval del Perú en 1905 y egresó como guardiamarina en 1909.  Posteriormente obtuvo un diplomado en la Escuela Superior de Guerra Naval.
Empezó sirviendo en el crucero Lima y en el crucero explorador Coronel Bolognesi. En 1920, ya con el grado de teniente primero, fue designado por la cancillería para ser integrante de la Comisión de Límites con Brasil.
Culminada su misión diplomática, retornó a servir en el Coronel Bolognesi, cuya comandancia asumió en 1922. En 1925 formó parte de la Comisión de Límites con Chile. Participó activamente en las reuniones realizadas en el marco de la cuestión de Tacna y Arica, así como en el traslado de los repatriados. Finalizó su misión en 1929 y pasó luego a ser ayudante del ministro del recientemente creado despacho de Marina y Aviación.
En 1930 fue acreditado como agregado naval en Chile. Fue también comandante del buque Pariñas, director de Personal de la Marina y agregado naval en Estados Unidos; este último cargo lo ejerció de 1939 a 1943.
En 1944 fue nombrado director de la Escuela Superior de Guerra Naval. En enero de 1946 asumió como ministro de Marina del gobierno de José Luis Bustamante y Rivero, integrando el gabinete ministerial presidido por el doctor Julio Ernesto Portugal. Se mantuvo hasta enero del año siguiente, cuando renunció junto con todo el gabinete, a raíz del escándalo suscitado por el asesinato del empresario Francisco Graña Garland.
En ese mismo año de 1947 fue nombrado asesor técnico de la Oficina Permanente del Perú ante la ONU, por lo que se trasladó a Nueva York. Al año siguiente regresó al Perú y ejerció como inspector de Marina.
En 1959 viajó a Roma para asistir como delegado a las reuniones de la FAO sobre buques pesqueros. Ese mismo año pasó al retiro, con el grado de contralmirante. Falleció en 1960, a la edad de 69 años.

## Condecoraciones
- Cruz Peruana al Mérito Naval, en el grado de Gran Oficial.[2]
- Orden Militar de Ayacucho, en el grado de Gran Oficial.[2]